# Vệ tinh quan sát Einstein
Vệ tinh quan sát Einstein (HEAO-2) là kính viễn vọng tia X được đưa vào không gian bởi NASA. Đây là kính thiên văn thứ hai trong ba Đài quan sát Thiên văn Năng lượng Cao của NASA. Tên HEAO B được đặt trước khi phóng. Thiết bị này sau đó được đổi tên để tôn vinh Albert Einstein, khi nó đi vào quỹ đạo thành công.

## Phóng
Vệ tinh quan sát Einstein, HEAO-2, đã được phóng vào ngày 13 năm 1978, từ Mũi Canaveral, Florida, trên một tên lửa đẩy Atlas-Centaur SLV-3D và đi vào một quỹ đạo gần tròn với độ cao ban đầu cỡ trên 500 km. Độ nghiêng quỹ đạo của nó là 23,5 độ. Vệ tinh quan sát Einstein đã được đưa trở lại khí quyển Trái Đất, và bị đốt cháy trong quá trình này, vào ngày 25 tháng 3 năm 1982.

## Thiết bị
Vệ tinh quan sát Einstein mang theo một kính viễn vọng Wolter với độ nhạy tia X cao chưa từng có trước đó (gấp hàng trăm lần so với trước đây) và độ phân giải hình ảnh nguồn điểm và các vật thể lớn đến cỡ giây cung. Thiết bị này hoạt động với tia X có năng lượng từ 0,2 đến 3,5 keV. Một bộ bốn dụng cụ được lắp đặt tại mặt phẳng tiêu của kính viễn vọng:
- HRI, camera Chụp ảnh Độ phân giải Cao, 0,15 đến 3 keV
- IPC, Máy đếm Tỷ lệ Ảnh, 0,4 đến 4 keV
- SSS, Phổ kế Chất rắn, 0,5 đến 4,5 keV
- FPCS, Phổ kế Tinh thể Bragg Mặt phẳng tiêu

Ngoài ra có thêm một thiết bị đồng trục, tên là MPC, Máy đếm Tỷ lệ Theo dõi, làm việc trong dải 1-20 keV, và hai bộ lọc có thể được sử dụng với những đầu dò quang học:
- BBFS, Bộ lọc Phổ kế Băng Rộng (bộ lọc nhôm và beryli, có thể được đặt vào chùm tia X-quang, để thay đổi độ nhạy phổ)
- OGS, Cách tử Nhiễu xạ Vật kính Phổ kế (cách tử nhiễu xạ truyền qua với độ phân giải phổ khoảng 50)